# 吉野裕司
吉野 裕司（よしの ゆうじ）は、日本の作曲家。自身がプロデュースするソロユニットVita Nova(ヴィータ・ノヴァ)としても活動している。

## 作品

### Vita Nova
古楽や民族音楽をベースにしたポップスのプロジェクト。アルバムでは毎回著名な女性ヴォーカリストを中心に多数のゲストが参加する。
ancient flowers
（1996年、日本クラウン）
参加歌手：葛生千夏、福岡ユタカ、上野洋子、本間哲子、小川美潮、juri（黒百合姉妹）、lisa（黒百合姉妹）、巻上公一
laulu
（1996年、日本クラウン）
参加歌手：EPO、上野洋子、本間哲子、葛生千夏、遊佐未森、juri
remix
1996年、日本クラウン
上記2枚の楽曲のリミックスアルバム。
shinonome
1997年、東芝EMI
参加歌手：甲田益也子、葛生千夏、福岡ユタカ、新居昭乃、上野洋子、本間哲子、西川郷子（上々颱風）、ハラミドリ、もりばやしみほ（ハイポジ）、EPO、濱田理恵
suzuro
1997年、東芝EMI
参加歌手：甲田益也子、本間哲子、上野洋子、かの香織、濱田マリ、ハラミドリ、あらきなおみ、岩下清香
shiawase
2002年、Flying-high
参加歌手：sema、上野洋子、本間哲子、さねよしいさ子、KOKIA、甲田益也子、村上ユカ、Ikuko、おおたか静流、東野美紀
Opus
2003年、日本クラウン
ベストアルバム。
6th
2004年、日本クラウン
参加歌手：Ikuko、おおたか静流、本間哲子、おちあいさとこ、甲田益也子

### アニメ
- BRIGADOON まりんとメラン（2000年）
- .hack//黄昏の腕輪伝説（2003年）
- マリー&ガリー（2009年）
- 狼と香辛料（2009年）